# Morell xocolater
L'ànec xocolater, morell xocolater (Aythya nyroca) o roget, i anedó a les Balears, és un ànec euroasiàtic capbussaire de mida mitjana.
El seu lloc de cria són aiguamolls i llacs amb un metre o més de fondària. Cria al sud i est d'Europa i el sud i oest d'Àsia. Alguns migren i hivernen més al sud i al nord d'Àfrica. Als Països Catalans és un hivernant rar (habitualment menys de deu parelles) i n'hi ha una petita població reproductora al País Valencià que es considera al límit de l'extinció, tot i que antigament havia estat un reproductor habitual al sud-est de la Península. El 2015 una parella va criar a la reserva natural d'Utxesa després de no haver-hi hagut cap citació de reproducció coneguda a Catalunya des del 1962 (al delta de l'Ebre).
Són ocells gregaris i formen grans esbarts a l'hivern de vegades barrejats amb altres ocells. Als Països Catalans els pocs hivernants acompanyen grups de morell de cap roig.